# Dionysius Petavius
Dionysius Petavius, ursprungligen Dinis Petau, född 21 augusti 1583, död 11 december 1652, var en fransk teolog.
Petavius var jesuit och professor i dogmatik i Paris 1621-44. Hans främsta arbete, Opus de theologicis dogmatibus (5 band, 1644-50), har givit honom hedersnamnet "dogmhistoriens fader".
Nedslagskratern Petavius på månen är uppkallad efter honom.